# 암호학자 목록
유명한 암호학자의 목록을 정리한다.

## 21세기 이전
- 킨디
- 아타나시우스 키르허
- 존 디
- 만토바 공작 프란체스코 1세 곤차가
- 찰스 배비지
- 레온 바티스타 알베르티
- 힐데가르트 폰 빙엔
- 율리우스 카이사르
- 필립스 판 마르닉스
- 존 월리스
- 찰스 휘트스톤

## 제2차 세계 대전 당시 암호학자
- 윌리엄 F. 프리드먼
- 마리안 레예프스키
- 앨런 튜링
- 윌리엄 토머스 텃
- 에른스트 비트

## 기타 컴퓨터 이전 시대 암호학자
- 클로드 섀넌

## 현대
- 로널드 라이베스트
- 브루스 슈나이어
- 아디 샤미르

### 비대칭키 알고리즘 발명자
- 휫필드 디피
- 미하엘 라빈
- 로널드 라이베스트
- 아디 샤미르

### 암호학자 사업가
- 브루스 슈나이어

## 같이 보기
- 암호학